# Syneches quadricinctus
Syneches quadricinctus är en tvåvingeart som först beskrevs av Fabricius 1805.  Syneches quadricinctus ingår i släktet Syneches och familjen puckeldansflugor. Inga underarter finns listade i Catalogue of Life.